# Бурмістров Олександр Олександрович
Олександр Олександрович Бурмістров (нар. 12 березня 1955) — радянський футболіст, який грав на позиції нападника. Відомий за виступами в складі керченської команди «Океан» у другій лізі, за яку провів понад 200 матчів, грав також у складі сімферопольської «Таврії» у першій лізі.

## Клубна кар'єра
Олександр Бурмістров є вихованцем футбольного відділу республіканського спортінтернату. Розпочав виступи на футбольних полях у 1976 році у команді другої ліги «Зірка» з Іркутська, в якій футболіст грав до кінця 1978 року, провівши у складі іркутської команди 106 матчів. У 1979 році Бурмістров став гравцем команди першої ліги «Таврія» з Сімферополя, проте після проведених двох матчів у Кубку СРСР та 6 матчів у чемпіонаті футболіст переходить до складу команди другої ліги «Океан» з Керчі. У складі керченської команди відразу став одним із основних гравців атакуючої лінії команди, за п'ять сезонів зігравши в ній 227 матчів, та відзначившись 33 забитими м'ячами. По закінченні сезону 1984 року завершив виступи на футбольних полях.

## Особисте життя
Син Олександра Бурмістрова, В'ячеслав Бурмістров, також був футболістом, грав у вищій українській лізі за сімферопольську «Таврію».